# Ministerio de Hacienda y Crédito Público
El Ministerio de Hacienda y Crédito Público (Minhacienda) es el encargado de definir, formular y ejecutar la política económica de Colombia, los planes generales, programas y proyectos relacionados con esta, como también la preparación de leyes, y decretos y la regulación, en materia fiscal, tributaria, aduanera, de crédito público, presupuestos, de tesorería, coperativa, financiera, cambiaria, monetaria y crediticia, sin perjuicio de las atribuciones dadas a la Junta Directiva del Banco de la República y las que dirija a través de organismos adscritos o vinculados para el ejercicio de las actividades que correspondan a la intervención del estado en las actividades financieras, bursátil, aseguradora y cualquiera otra relacionada con el manejo y aprovechamiento e inversión de los recursos del ahorro público, y el tesoro nacional de conformidad con la Constitución colombiana de 1994.

## Historia
Las primeras normas en materia económica en el país se fijaron en 1819; la responsabilidad del manejo financiero se le asignó a Pedro Gual, quien dictó las primeras disposiciones en materia de política financiera. La entidad encargada de manejar las finanzas públicas en el país fue la Tesorería General de la República, establecida después del Congreso Constituyente en 1821, en la cual Simón Bolívar designó a José María del Castillo y Rada como secretario encargado de las finanzas. En 1863 se escinde a la Tesorería Nacional, bajo el nombre de Secretaría del Tesoro, de la Secretaría de Hacienda. Posteriormente, por medio de la ley 68 del 4 de julio de 1866 se reglamentó el manejo de la hacienda por parte de estas dos entidades.
La Secretaría de Hacienda se transformó en el Ministerio de Hacienda, así como la Secretaría del Tesoro en Ministerio del Tesoro, por la Constitución Política de 1886 de acuerdo con el título XII "De los Ministros de Despacho". Posteriormente la Ley 7 del 25 de agosto de 1886, aprobada por Rafael Núñez reglamentó su conformación.
En 1905 ambos ministerios fueron fusionados bajo el nombre de Ministerio de Hacienda y del Tesoro, volviéndose a separarlos en 1909. Fue solo hasta 1923 que surgió el actual Ministerio de Hacienda y Crédito Público, producto de la fusión del Ministerio de Hacienda y el Ministerio del Tesoro. Entre 1940 y 1949 se demolió el Convento de San Agustín y se construyó el edificio actual del Ministerio de Hacienda, ubicado al frente de la Casa de Nariño. En 1960 el Ministerio recibió algunas responsabilidades adicionales como el control de los mercados de capitales, la política cambiaria, el control de la balanza de pagos, el desarrollo de la política fiscal, el arancel y el presupuesto nacional.
El decreto 1642 del 27 de junio de 1991 estableció la estructura orgánica y las funciones del Ministerio de Hacienda, cuya última modificación se fijó a través del decreto 4712 del 15 de diciembre de 2008.
La creación de la Entidad como Ministerio tuvo su origen en la constitución de Colombia de 1886 sancionada el 5 de agosto, que en el título XII “De los Ministros del Despacho” (Artículos 132 - 135), definió que los Departamentos Administrativos de la Rama Ejecutiva serían ejercidos por Ministerios.
Veinte días después de promulgada la Constitución Política de Colombia de 1886, se sancionó la Ley 7.ª (25 de agosto) “Sobre el número, nomenclatura y procedencia de los Ministros del Despacho Ejecutivo”, mediante la cual en su Artículo Único ordenó que el Despacho administrativo de gobierno se debía dividir en siete Ministerios, entre los que se encontraba el de Hacienda.Preguntas Frecuentes

## Consejo Superior de Política Fiscal - CONFIS
El CONFIS es la máxima autoridad nacional de política fiscal y presupuestal. Actúa como órgano rector del sistema presupuestal, tal como fue establecido en el artículo 25 del Estatuto Orgánico del Presupuesto.
Entre sus funciones están:
1. Aprobar, modificar y evaluar el Plan Financiero del sector Público, previa su presentación al CONPES y ordenar las medidas para su estricto cumplimiento.
2. Analizar y conceptuar sobre las implicaciones fiscales del Plan Operativo Anual de Inversiones previa presentación al CONPES.
3. Determinar las metas financieras para la elaboración del Programa Anual Mensualizado de Caja del Sector Público.
4. Aprobar y modificar, mediante resolución, los presupuestos de ingresos y gastos de las empresas industriales y comerciales del Estado y las sociedades de economía mixta con el régimen de aquellas dedicadas a actividades no financieras, previas consultas con el Ministerio respectivo.
5. Autorizar la asunción de obligaciones que afecten presupuestos de vigencias futuras cuando : a) El monto máximo de vigencias futuras, el plazo y las condiciones de las mismas consulte las metas plurianuales del Marco Fiscal de Mediano Plazo de que trata el artículo 1.º de esta ley; b) Como mínimo, de las vigencias futuras que se soliciten se deberá contar con apropiación del quince por ciento (15%) en la vigencia fiscal en la que estas sean autorizadas; c) Cuando se trate de proyectos de inversión nacional deberá obtenerse el concepto previo y favorable del Departamento Nacional de Planeación y del Ministerio del ramo.

### Miembros del CONFIS
El CONFIS está integrado por el ministro de Hacienda y Crédito Público quien lo preside, el director del Departamento Administrativo de Planeación Nacional, el Consejero Económico de la Presidencia de la República o quien haga sus veces, los Viceministros de Hacienda, los directores de la Dirección General del Tesoro Nacional y Crédito Público y de lmpuestos y Aduanas. 

### Actas CONFIS
Son los documentos en los que se registran los resultados de los lineamientos y decisiones presupuestales del CONFIS. Las actas CONFIS están fuertemente relacionadas con los documentos CONPES: para que un documento CONPES pueda ser aprobado, se requiere de la aprobación previa del acta CONFIS respectiva.

## Ministros de Hacienda y Crédito Público
|  | Periodo                                       | Ministro (a)                      | Ministro (a) | Partido             | Presidente                 |
|  | --------------------------------------------- | --------------------------------- | ------------ | ------------------- | -------------------------- |
|  | 7 de agosto de 1982 – 7 de agosto de 1984     | Edgar Gutiérrez Castro            |              | Partido Conservador | Belisario Betancur Cuartas |
|  | 7 de agosto de 1984 – 7 de agosto de 1985     | Roberto Junguito Bonnet           |              | Partido Conservador | Belisario Betancur Cuartas |
|  | 7 de agosto de 1985 – 20 de julio de 1986     | Hugo Palacios Mejía               |              | Partido Conservador | Belisario Betancur Cuartas |
|  | 20 de julio de 1986 – 17 de junio de 1987     | César Gaviria Trujillo            |              | Partido Liberal     | Virgilio Barco Vargas      |
|  | 18 de junio de 1987 – 7 de agosto de 1990     | Luis Fernando Alarcón             |              | Partido Liberal     | Virgilio Barco Vargas      |
|  | 7 de agosto de 1990 – 7 de agosto de 1994     | Rudolf Hommes Rodríguez           |              | Partido Liberal     | César Gaviria Trujillo     |
|  | 7 de agosto de 1994 – 7 de agosto de 1996     | Guillermo Perry Rubio             |              | Partido Liberal     | Ernesto Samper Pizano      |
|  | 7 de agosto de 1996 – 7 de noviembre de 1997  | José Antonio Ocampo Gaviria       |              | Partido Liberal     | Ernesto Samper Pizano      |
|  | 7 de noviembre de 1997 - 7 de agosto de 1998  | Antonio José Urdinola Uribe       |              | Partido Liberal     | Ernesto Samper Pizano      |
|  | 7 de agosto de 1998 – 7 de agosto de 2000     | Juan Camilo Restrepo Salazar      |              | Partido Conservador | Andrés Pastrana Arango     |
|  | 7 de agosto de 2000 – 7 de agosto de 2002     | Juan Manuel Santos Calderón       |              | Partido Liberal     | Andrés Pastrana Arango     |
|  | 7 de agosto de 2002 – 9 de junio de 2003      | Roberto Junguito Bonnet           |              | Partido Conservador | Álvaro Uribe Vélez         |
|  | 9 de junio de 2003 – 5 de febrero de 2007     | Alberto Carrasquilla Barrera      |              | Partido Conservador | Álvaro Uribe Vélez         |
|  | 5 de febrero de 2007 – 7 de agosto de 2010    | Óscar Iván Zuluaga Escobar        |              | Partido de la U     | Álvaro Uribe Vélez         |
|  | 7 de agosto de 2010 – 3 de septiembre de 2012 | Juan Carlos Echeverry Garzón      |              | Partido Conservador | Juan Manuel Santos         |
|  | 3 de septiembre de 2012 – 7 de agosto de 2018 | Mauricio Cárdenas Santamaría      |              | Partido Conservador | Juan Manuel Santos         |
|  | 7 de agosto de 2018 – 3 de mayo de 2021       | Alberto Carrasquilla Barrera      |              | Partido Conservador | Iván Duque Márquez         |
|  | 3 de mayo de 2021 – 7 de agosto de 2022       | José Manuel Restrepo Abondano     |              | Partido Conservador | Iván Duque Márquez         |
|  | 7 de agosto de 2022 - 26 de abril de 2023     | José Antonio Ocampo               |              | Partido Liberal     | Gustavo Petro Urrego       |
|  | 1 de mayo de 2023-4 de diciembre de 2024      | Ricardo Bonilla González          |              | Colombia Humana     | Gustavo Petro Urrego       |
|  | 4 de diciembre de 2024-18 de marzo de 2025    | Diego Alejandro Guevara Castañeda |              | Colombia Humana     | Gustavo Petro Urrego       |
|  | 20 de marzo de 2025                           | Germán Ávila Plazas               |              | Colombia Humana     | Gustavo Petro Urrego       |